# Shannara – A jövő krónikája
A Shannara – A jövő krónikája (The Shannara Chronicles) egy amerikai fantasydráma-sorozat, melyet  Alfred Gough és Miles Millar készített. A sorozat alapját Terry Brooks Shannara című regénysorozata képezi. Legerősebben az első könyvtrilógia második kötetéből, a Shannara tündérkövei című részből merít.
A forgatások Új-Zélandon történtek. A sorozat 2016. január 5-én debütált az MTV csatornán az Egyesült Államokban. Az első évad 10 részből áll. 2016. április 20-án az MTV hivatalosan is berendelte a sorozat második évadát, 2017 májusában azonban bejelentették, hogy a sorozat a Spike csatornára kerül át. A második évadot 2017. október 11-én mutatták be. 2018. január 16-án bejelentették, hogy két évad után a sorozatot elkaszálták az alacsony nézettségre hivatkozva.

## Cselekmény
Négyföldet az emberek mellett trollok, gnómok és elfek lakják. Utóbbiak közé tartozik a legendás Shannara-család, akik olyan természetfeletti képességekkel rendelkeznek, mellyel merőben befolyásolhatják a világ alakulását. A háttérben azonban sötét erők gyülekeznek és egyre jobban erősödnek egy mágikus fa gyengülésének következtében. A Shannara-család utolsó sarja és két társa útra kel, hogy megmentsék a világot a pusztulástól.

## Évadok
| Évad | Évad | Részek száma | Részek száma | Eredeti sugárzás  | Eredeti sugárzás   | Eredeti adó | Magyar sugárzás    | Magyar sugárzás   | Magyar adó |
| Évad | Évad | Részek száma | Részek száma | Évadbemutató      | Évadzáró           | Eredeti adó | Évadbemutató       | Évadzáró          | Magyar adó |
| ---- | ---- | ------------ | ------------ | ----------------- | ------------------ | ----------- | ------------------ | ----------------- | ---------- |
|      | 1.   | 10           | 10           | 2016. január 5.   | 2016. március 1.   |             | 2016. január 7.    | 2016. március 3.  |            |
|      | 2.   | 10           | 10           | 2017. október 11. | 2017. november 22. |             | 2017. november 27. | 2018. február 12. |            |

## Szereplők
| Színész(nő)       | Szerep             | Magyar hang          |
| ----------------- | ------------------ | -------------------- |
| Austin Butler     | Wil Ohmsford       | Timon Barna          |
| Poppy Drayton     | Amberle Elessedil  | Csuha Borbála        |
| Ivana Baquero     | Eretria            | Pekár Adrienn        |
| Manu Bennett      | Allanon            | Széles Tamás         |
| Aaron Jakubenko   | Ander Elessedil    | Szatory Dávid        |
| James Remar       | Cephelo            | Szabó Sipos Barnabás |
| Daniel MacPherson | Arion Elessedil    | Welker Gábor         |
| Jed Brophy        | Dagda Mor          |                      |
| Brooke Williams   | Catania            | Dögei Éva            |
| Emelia Burns      | Diana Tilton       | Nemes Takách Kata    |
| Mattias Inwood    | Lorin              |                      |
| Marcus Vanco      | Bandon             |                      |
| John Rhys-Davies  | Eventine Elessedil | Jakab Csaba          |

## Szereplőválogatás
Manu Bennett 2015 márciusában került beválogatásra. Júliusban Ivana Baquero, Austin Butler, Poppy Drayton, Emelia Burns és John Rhys-Davies csatlakozott a stábhoz.

## Forgatás
A tíz epizódból álló első évadot Új-Zélandon, az Auckland Film Stúdióban vették fel 2015 júniusában. Az első előzetes júliusban jelent meg.

## Fogadtatás, kritika
Általában vegyes, illetve közepes kritikákat kapott a sorozat. A Metacritic 15 kritika alapján a maximális 100-ból 52 pontra értékelte. Többen is a Trónok Harca című sorozathoz, valamint a Gyűrűk ura trilógiához hasonlították.

## Epizódok

### Első évad (2016)
| Sor. | Év. | Cím                    | Rendező            | Író                                         | Premier                             | Nézettség   |
| ---- | --- | ---------------------- | ------------------ | ------------------------------------------- | ----------------------------------- | ----------- |
| 1.   | 1.  | A választott (Chosen)  | Jonathan Liebesman | Alfred Gough & Miles Millar                 | 2016. január 5. 2016. január 7.     | 1,03 millió |
| 2.   | 2.  | A választott (Chosen)  | Jonathan Liebesman | Alfred Gough & Miles Millar                 | 2016. január 5. 2016. január 7.     | 1,03 millió |
| 3.   | 3.  | A fúria (Fury)         | James Marshall     | Alfred Gough & Miles Millar                 | 2016. január 12. 2016. január 14.   | 0,92 millió |
| 4.   | 4.  | Az Alakos (Changeling) | James Marshall     | Alfred Gough & Miles Millar                 | 2016. január 19. 2016. január 21.   | 0,75 millió |
| 5.   | 5.  | Az arató (Reaper)      | Brad Turner        | Evan Endicott & Josh Stoddard               | 2016. január 26. 2016. január 28.   | 1,03 millió |
| 6.   | 6.  | Pykon (Pykon)          | Brad Turner        | Zander Lehmann                              | 2016. február 2. 2016. február 4.   | 0,97 millió |
| 7.   | 7.  | A Káva (Breakline)     | Jesse Warn         | Deanna Kizis                                | 2016. február 9. 2016. február 11.  | 0,80 millió |
| 8.   | 8.  | Utópia (Utopia)        | Jesse Warn         | April Blair                                 | 2016. február 16. 2016. február 18. | 0,78 millió |
| 9.   | 9.  | Vértűz (Safehold)      | Brad Turner        | Evan Endicott & Josh Stoddard               | 2016. február 23. 2016. február 25. | 0,72 millió |
| 10.  | 10. | Az Ellcrys (Ellcrys)   | Brad Turner        | April Blair & Evan Endicott & Josh Stoddard | 2016. március 1. 2016. március 3.   | 0,85 millió |

### Második évad (2017)
| Sor. | Év. | Cím                          | Rendező        | Író                           | Premier                              | Nézettség    |
| ---- | --- | ---------------------------- | -------------- | ----------------------------- | ------------------------------------ | ------------ |
| 11.  | 1.  | A druida (Druid)             | Brad Turner    | Alfred Gough & Miles Millar   | 2017. október 11. 2017. november 27. | 0. 31 millió |
| 12.  | 2.  | Mordrém (Wraith)             | Brad Turner    | Evan Endicott & Josh Stoddard | 2017. október 18. 2017. december 4.  | 0,21 millió  |
| 13.  | 3.  | Szürkevég (Graymark)         | James Marshall | Javier Grillo-Marxuach        | 2017. október 25. 2017. december 11. | 0,23 millió  |
| 14.  | 4.  | Pókszörny (Dweller)          | James Marshall | Ellie Triedman                | 2017. november 1. 2017. december 18. | 0,16 millió  |
| 15.  | 5.  | Paranor (Paranor)            | Toa Fraser     | Evan Endicott & Josh Stoddard | 2017. november 8. 2018. január 8.    | 0,24 millió  |
| 16.  | 6.  | Crimson (Crimson)            | Brad Turner    | April Blair                   | 2017. november 8. 2018. január 15.   | 0,27 millió  |
| 17.  | 7.  | A boszorkánymester (Warlock) | James Marshall | Alex Díaz & Julie Díaz        | 2017. november 15. 2018. január 22.  | 0,27 millió  |
| 18.  | 8.  | Amberle (Amberie)            | James Marshall | April Blair and Elle Triedman | 2017. november 15. 2018. január 29.  | 0,28 millió  |
| 19.  | 9.  | Rengeteg (Wilderun)          | Toa Fraser     | Matt Lambert                  | 2017. november 22. 2018. február 5.  | 0,26 millió  |
| 20.  | 10. | Vér (Blood)                  | Brad Turner    | Evan Endicott & Josh Stoddard | 2017. november 22. 2018. február 12. | 0,24 millió  |

## Fordítás
- Ez a szócikk részben vagy egészben  a   The Shannara Chronicles című angol Wikipédia-szócikk fordításán alapul.  Az eredeti cikk szerkesztőit annak laptörténete sorolja fel. Ez a jelzés csupán a megfogalmazás eredetét és a szerzői jogokat jelzi, nem szolgál a cikkben szereplő információk forrásmegjelöléseként.